# كعكة المنثور
كعكة المنثور أو كعكة شَطْرُيْزِل (تُلفظ بالألمانية: شْتْرُوْيْزِل، وتعني المنثور) هي كعكة مصنوعة من عجينة الخميرة مغطاة بمنثور حلو يُشار إليها باسم شَطْرُيْزِل. المكونات الرئيسية للمنثور هي السكر والزبدة والدقيق والتي تُخلط بنسبة 1: 1: 2. يُزعم أن الوصفة نشأت في منطقة سيليزية وهي مشهورة في المأكولات الألمانية والبولندية واليهودية الأشكنازية.
عادة ما تكون كعكةً مسطحة مصنوعة على صينية خبز ومقطعة إلى قطع مستطيلة. يجب أن تكون مسطحة - بثخانة 1 بوصة (25 مـم) ذات منثور يشغل نصف ارتفاعها. تستخدم النسخة الأصلية عجينة الخميرة ولكن يمكن الحصول على بعجينة حلويات هشة.
يُحضر العديد من أنواع الكعكة بحشوات مثل الفاكهة (معظمها ذات طعم حامض مثل التفاح عنب الثعلب أو الكرز الحامض ، الراوند) و بذور الخشخاش أو القشدة  أو باستخدام عجينة السمن.